# Enatie
Een enatie is een uitgroeiing (emergens) van de epidermis. 
Zo is een stekel een enatie en ook de bladachtige structuren bij de planten van het uitgestorven geslacht Asteroxylon zijn enatiën. De microfyllen (bladachtige structuren) van Lycopodiopsida worden eveneens beschowd als enatiën.